# Консультативный совет по экономическому восстановлению
Консультативный совет по экономическому восстановлению (англ. The President's Economic Recovery Advisory Board) — совещательный орган при президенте США, состоящий из неправительственных экспертов из бизнеса, профсоюзов и академической среды, созданный 6 февраля 2009 года Бараком Обамой.

## История создания
Вновь избранный президент США Барак Обама предложил 26 ноября 2008 года создать данный совет по образу созданного в 1956 году президентом Дуайтом Эйзенхауэром Консультативного совета по внешней разведке (англ. President's Foreign Intelligence Advisory Board). Председателем совета Обама предложил назначить бывшего главу ФРС Пола Волкера, директором и главным экономистом — Остана Гулсби.
Указ о создании Совета и утверждении его состава Барак Обама подписал 6 февраля 2009 года. В документе указывается, что Совет создан на два года, после чего будет принято решение о необходимости его дальнейшей деятельности.

## Задачи Совета
В задачи Совета входит анализ текущего экономического кризиса и консультирование Барака Обамы и его экономической команды по мерам выхода из кризиса.

## Состав Совета
Первоначальный состав Совета: 

Председатель: Пол Волкер

Исполнительный директор и главный экономист: Остан Гулсби 

Члены Совета:
- Анна Бергер (Anna Burger), председатель союза профсоюзов «Change to Win»;
- Роберт Вульф (Robert Wolf), председатель и главный управляющий «UBS Group Americas»;
- Марк Т. Гэллогли (Mark T. Gallogly), основатель и управляющий партнёр «Centerbridge Partners L.P.»;
- Джон Дёр (John Doerr), партнёр венчурной компании «Kleiner, Perkins, Caufield & Byers»;
- Уильям Дональдсон (William H. Donaldson), председатель Комиссии по торговле ценными бумагами (2003—05);
- Джеффри Р. Иммельт (Jeffrey R. Immelt), главный управляющий корпорации «GE»;
- Моника Лозано (Monica C. Lozano), издатель и главная управляющая испаноязычной газеты «La Opinión»;
- Джим Оуэнс (Jim Owens), председатель и главный управляющий «Caterpillar Inc.»;
- Пенни Прицкер (Penny Pritzker), основатель и председатель компании по недвижимости «Pritzker Realty Group»;
- Дэвид Ф. Свенсен (David F. Swensen), главный менеджер по инвестициям Йельского университета;
- Лаура Д’Андреа Тайсон, декан Школы бизнеса Хааса Калифорнийского университета в Беркли;
- Ричард Л. Трамка (Richard L. Trumka), секретарь-казначей Американской федерации профсоюзов «AFL-CIO»;
- Мартин Фельдштейн, Профессор экономики имени Джорджа Ф. Бейкера (англ. George F. Baker Professor of Economics) Гарвардского университета, бывший президент Национального бюро экономических исследований;
- Роджер Фергюсон мл. (Roger W. Ferguson, Jr.), президент и главный управляющий фонда «TIAA-CREF», бывший вице-президент ФРС США;
- Чарльз Филлипс мл. (Charles E. Phillips, Jr.), президент «Oracle Corporation».